# 古巴人權

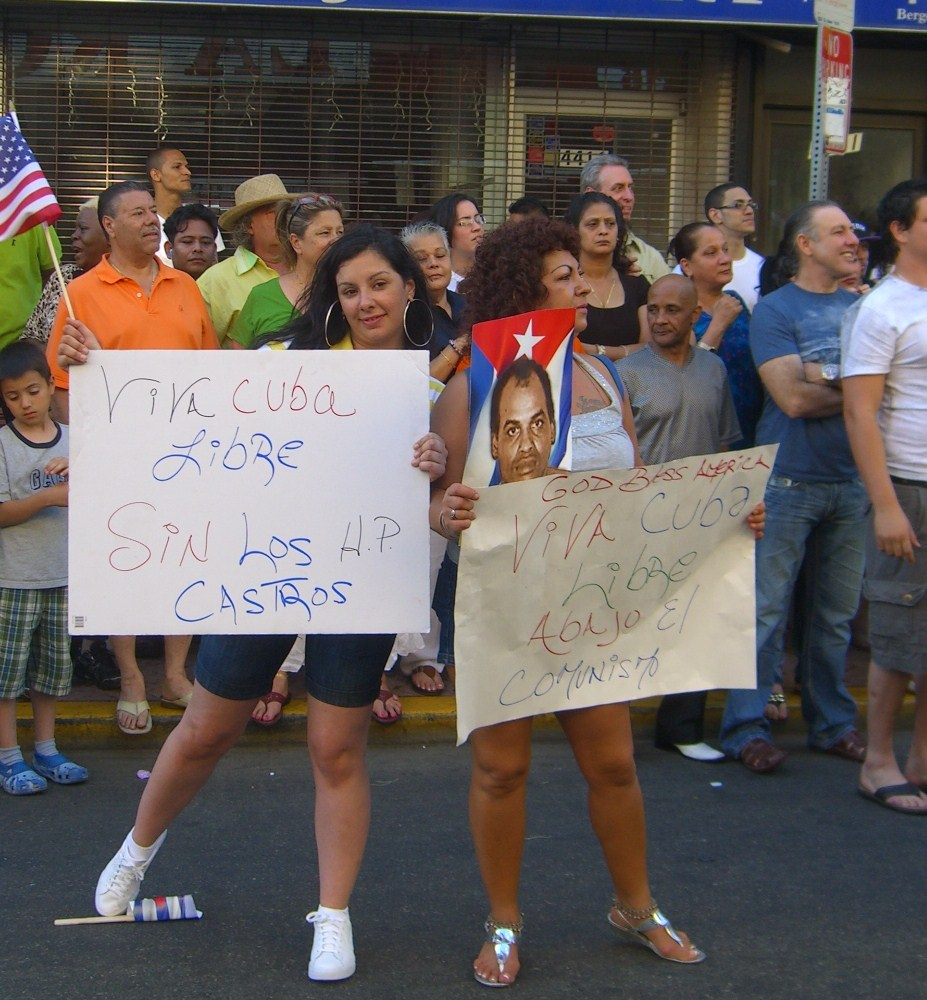
在美國友聯市一古巴社區舉行的抗議活動。該活動是爲抗議古巴當局對人權的侵犯

古巴人權一直是古巴政府和西方爭論的問題之一。西方國家認爲古巴人權狀況惡劣，比如，政府鎮壓異議人士，限制國民出境旅行。但是古巴政府和古巴共產黨對此不予承認并坚决反對。
古巴境內有政治犯遭受關押。據一個名爲「古巴人权和民族和解委员会」的組織的說法，在2013年9月，有547名政治犯被當局羈押。

## 歷史
古巴共產黨奪取政權以後，有古巴人逃亡到美國，并且有逃難者死於逃亡途中。根據國際特赦組織2000年的報告，古巴共產黨自奪取政權以來，一直對國內的人權進行壓制。異議人士受到（政府的）不斷騷擾，言論自由、結社自由受到了嚴格限制。古共奪權以來，曾經一度禁止所有宗教，並向青年學生灌輸「宗教是錯誤的」這一理念。1962年，古巴當局就關閉了400所天主教學校。但在1991年，古巴解除了宗教禁令。現在，天主教徒也可以加入古巴共產黨。
2003年3月，古巴抓捕了75名人權活動人士，其中就包括了25名簽署了瓦列拉綱（Varela Project）的人士。這些人士很快就被判處監禁。
2010年，根據古巴與教廷達成的協定，古巴開始改善政治犯的生活條件，但古巴當局並不承認曾簽署這一協定。
2011年，古巴政府出於「人道主義原則」特赦了2900名犯人。這其中包括了政治犯和86名外籍人士。時任古巴共產黨第一書記勞爾·卡斯特羅稱羅馬教皇的到來是促成這次特赦的原因之一。
2012年3月22日，國際特赦組織發佈報告稱「古巴人權狀況在上一年間出現明顯惡化」。他們還說古巴的人權活動人士向他們反映，他們在過去一年內受到了越來越頻繁的騷擾或短期監禁。
2012年9月20日，古巴時任外長布魯諾·羅德里稱，美國對古巴長期的封鎖「嚴重踐踏了古巴人權」。
2013年1月，古巴政府宣佈放寬對出境旅行的限制，但是，部分人士卻認爲此舉意義不大，政府對古巴公民出境的限制仍然存在。。同年9月，古巴異議人士指出，古巴當局在上個月加強了對異議人士的逮捕。一個名爲「古巴人权和民族和解委员会」的組織指出，對古巴政府在2013年8月加強了對異議人士的暴力鎮壓這一現象「感到憂慮」。
2018年7月14日，由古巴共产党第一书记劳尔·卡斯特罗领导的委员会起草新宪法草案公布。新宪法新增87项条款，包括：
- 规定国家元首任期为五年，不得超过连任超过两届；
- 承认私有财产权神圣不可侵犯；
- 提出“规定国家主席和国家副主席的职务”，恢复原先被废除的总理职务；此前，国家元首被称为国务委员会主席和部长会议主席；
- 提出禁止性别歧视[16]，并为同性婚姻合法化创造条件；
- 在司法审判中实行无罪推定原则。

不过新宪法依旧认定古巴共产党仍将是“社会和国家的领导力量”。新宪法将在2018年7月22日至23日举行的古巴全国人民政权代表大会会议上进行投票表决，最終決議通過提案。古巴政府於2019年2月24日舉行全民公投對提案進行複決，並以86.85%批准（有效票中占90.61%）、9%反对、4.5%无效票通过新宪法。

## 現狀

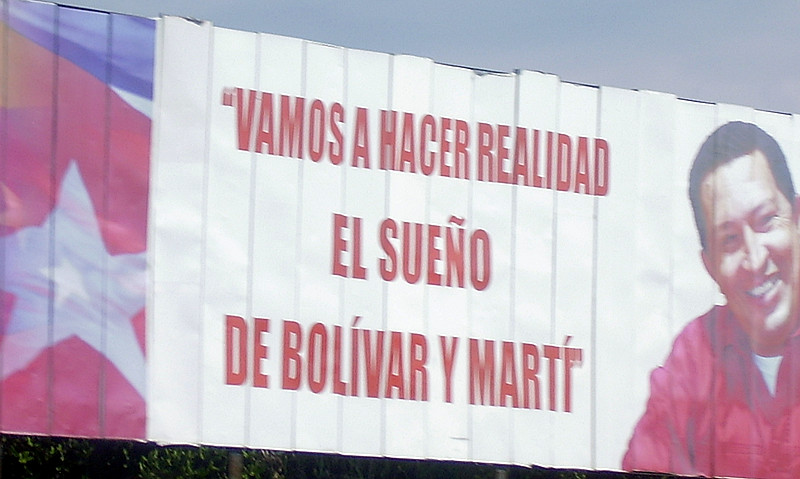
古巴街頭的政治標語

古巴擁有健全的醫療保健機制。這套醫療保健機制受到了國際社會的稱讚。但是，不少醫療設施陳舊而過時，醫療機構時常缺乏必需的藥品，醫生工資也偏低。勞爾·卡斯特羅已在2008年許諾將會將所有死刑減爲有期徒刑。但他同時表示「不會徹底廢除死刑，死刑罪名將會保留在刑法中」。儘管如此，古巴目前已被認爲是從實際上廢除了死刑。信仰自由方面，古共在奪權後一度禁止宗教，並向年輕學生灌輸「宗教是錯誤的」這一理念。但在1991年，古巴解除了宗教禁令。現在，天主教徒也可以加入古巴共產黨。
根據國際特赦組織2000年的報告，古巴的言論自由受到了當局的嚴格控制。一份發佈於2009年報告同樣指出，「古巴幾乎沒有言論自由」。古巴被囚禁的記者數是全球最多的。。古巴居民上網存在困難。據BBC的報道，在古巴，任何異議人士都可能被冠上「危害社會」等「模糊不清」的罪名。結社自由受到當局阻止，古巴的工人不能建立獨立的工會。

## 相關評論

### 古巴官方
2004年11月，古巴《格拉瑪報》稱「古巴政府制裁的不是什麼『活動人士』，而是『受美國政府僱傭破壞古巴社會主義制度的罪犯』。」，該報又指「美國纔是世界上最大的違反人權者。」
2012年2月，古巴外交部歐洲事務負責人埃利奧·羅德里格斯發表聲明強烈譴責歐盟批評古巴人權，並認爲這是「強行干涉古巴內政」。

### 外國政府
2012年2月4日，歐盟外交和安全政策高級代表凱瑟琳·阿什頓發表聲明稱：「歐盟對古巴政府拘禁和平示威者表示擔憂。」
美國白宮在2012年稱「古巴无视人权拘押异议人士...古巴在罗马教皇本笃十六世访问之前拘押抗议者再次显示古巴无视其民众的普世权利」，並敦促古巴当局「放弃通过威摄和骚扰来压制和平异议人士的策略」

### 其他個人及組織
2010年6月30日，國際特赦組織在一份報告中對古巴當局壓制自由持「嚴厲批評」態度。
瑞士學者奧多·考波在一篇文章中稱：「批評一個國家侵犯人權的行爲是無可厚非的……但是，古巴的新生嬰兒死亡率是全球最低的……如果幾十個傲慢的記者和自私的政客呆在牢裏可以拯救1000個嬰兒的性命的話，那我根本就不會在乎政府這樣的行爲。」
一個名爲「古巴人权和民族和解委员会」的組織在2013年9月對政府在當年8月加大對異議人士的鎮壓這一行爲「表示擔憂」。